# イナカー
イナカー (enacar)は、兵庫県豊岡市で運行しているコミュニティバスである。
自家用自動車（白ナンバー車）による有償運送で、運行は日本交通・全但バス・ランドウェイに委託されている。
なお、豊岡市に合併される前の旧竹野町にて運行していた、竹野町町営バス（たけのちょうちょうえいバス）についても、後で述べる。

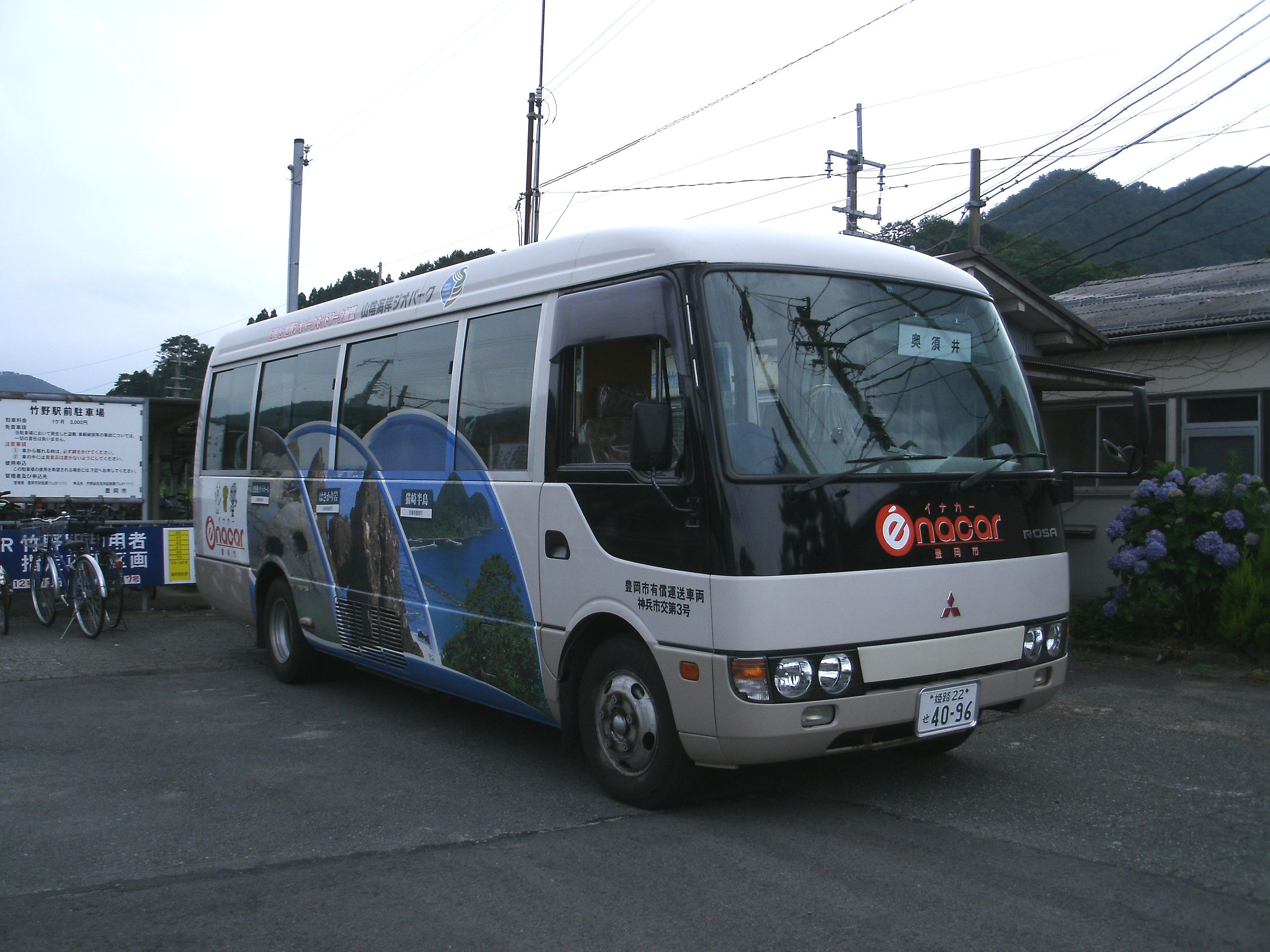
竹野海岸線 竹野駅前にて

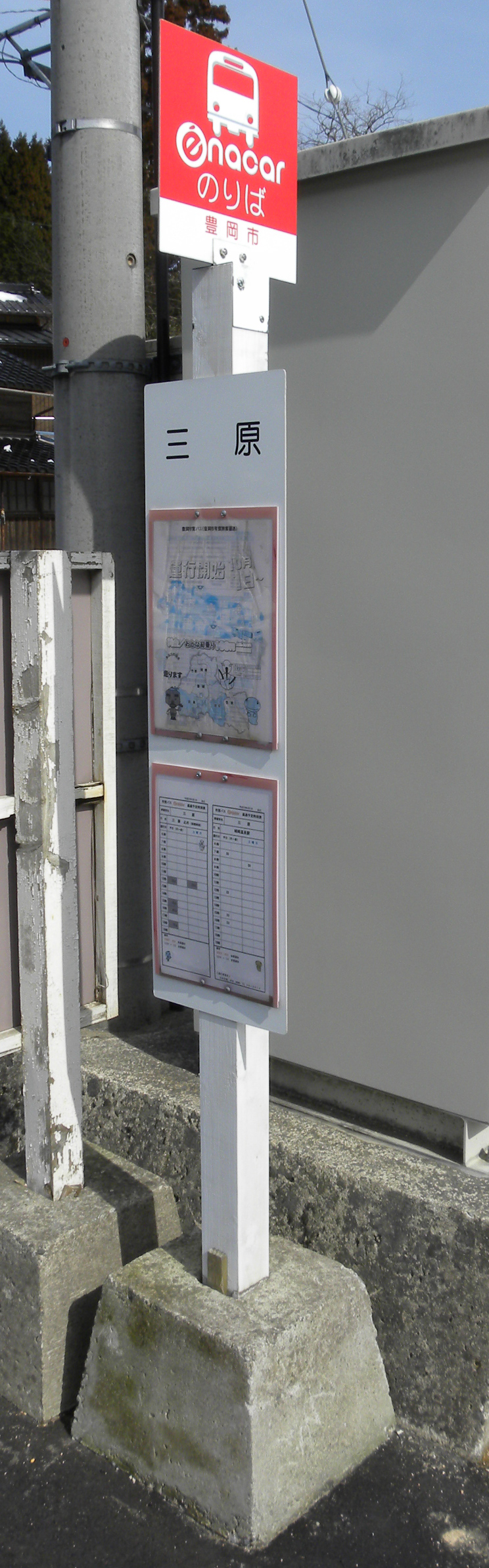
イナカーのバス停

## 沿革
全但バスでは、但馬地域の高齢化や人口の減少、移動手段のマイカー化等により、バスの乗客が減少しているため、合理化等の経営改善策を実施してきたが、今後さらにバス路線の休止を含めた大合理化を実施することが発表された。そのため、豊岡市では市営バスへの移行を決定した。
- 2008年10月1日 全但バスが運行していた路線を引き継ぎ、豊岡市が日本交通・全但バス・ランドウェイ・京都さくら観光に委託する形で運行を開始した。
- 2009年4月1日 ダイヤ改正。
  - 竹野海岸線にトヨダ竹野店前バス停を新設。
  - 三方線・八代線で乗車予約の必要のない運行区間（定時運行区間）を拡大。
- 2010年4月1日 ダイヤ改正。
  - 日曜日・祝日を全休化。
  - 日高地域の八代線に河江バス停新設。
  - 宇日日和山線、合橋線、但東清滝線、坂野東里線を廃止。
- 2011年4月1日 ダイヤ改正。
  - 三方線の三方公民館 - 観音寺 - 知見間を定時運行（予約不要）化。
  - 出石地域の奥山線・奥小野線、但東地域の奥赤線廃止。
  - 京都さくら観光が運行事業者から撤退。
- 2011年10月3日 三方線をダイヤ改正。日高商工会館バス停新設、江原駅西口から路線延長。

## 概要
- 2011年現在、営業キロ数 118.0 km、停留所数 150箇所、在籍車両数 11台である[1]。
- 運賃は区間制である。ただし、全但バスと重複する区間は全但バスに準じた運賃となる。また、上限運賃制度を採用している。
- 運行は日本交通・全但バス・ランドウェイに委託されている。
  - 以前は、但東地域の路線は京都さくら観光に委託されていた。
- 日曜日・祝日及び12月31日～1月3日は全便運休となる。

## 各営業所（車両配置区所）・出張所所在地
- 日本交通本社（城崎）営業所
  - 兵庫県豊岡市城崎町湯島903番地1
- 日本交通豊岡営業所
  - 兵庫県豊岡市泉町421番地1
- 全但バス豊岡営業所
  - 兵庫県豊岡市梶原337番地1
- ランドウェイ本社営業所
  - 兵庫県豊岡市三宅720番地6
- ランドウェイ本社営業所竹野バス事務所
  - 兵庫県豊岡市竹野町森本514-1

## 路線

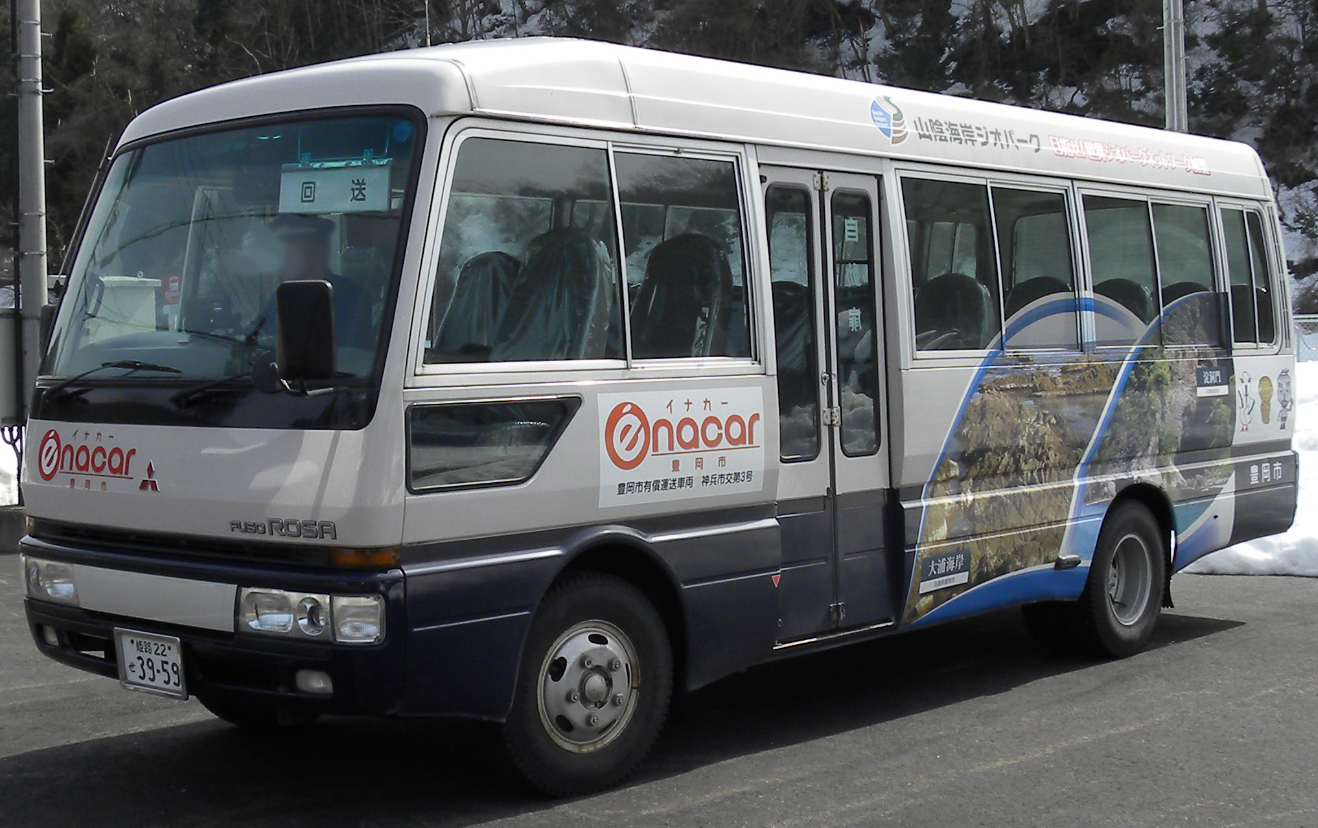
気比三原線の車両（2011年当時）

詳細な運行案内は、外部リンクを参照のこと。
（停留所名）は一部の便のみ停車。＜停留所名／停留所名＞はどちらかを経由。
気比三原線
- 城崎温泉駅 - 小島 - 気比 - 三原
  - 日本交通本社（城崎）営業所に運行委託。

赤石線
- 豊岡駅 - 金比羅神社前 - 赤石
  - 土曜日は運休。
  - 全但バス豊岡営業所に運行委託。

竹野海岸線
- 田久日 - 宇日 - 竹野浜 - 竹野小学校 - 竹野駅 - 奥須井 - 相谷
  - 竹野駅 - 相谷間は土曜日も運休。
  - 相谷（香美町）で香美町町民バスと接続している便はない。
  - ランドウェイ本社営業所に運行委託。

竹野三原線
- 森本 - 竹野南公民館 - 竹野南小学校 - 三原
  - ランドウェイ本社営業所に運行委託。

床瀬線
- 森本 - 竹野南小学校 - 竹野南公民館 - 床瀬
  - ランドウェイ本社営業所に運行委託。

三方線
- 市役所日高支所 - 江原駅西口 - 日高医療センター - 伊府口 - 三方公民館 - 猪子垣 - 殿 - 金谷
- 市役所日高支所 - 江原駅西口 - 日高医療センター - 伊府口 - 三方公民館 - 観音寺 - 知見
  - 土曜日は運休。
  - ランドウェイ本社営業所に運行委託。

八代線
- 市役所日高支所 - 日高医療センター - 江原駅西口 - 上八代 （- 小河江）
  - 土曜日は運休。上八代 - 小河江間はデマンドバスである。
  - ランドウェイ本社営業所に運行委託。

河野辺線
- 合橋小学校 - 出合 - （但東中学校 - ）栗尾 - 高橋小学校 - 久畑 - （小坂 - ）河野辺 - （大河内 - ）薬王寺
  - 全但バス豊岡営業所に運行委託。

天谷佐々木スクール線
- 天谷 - 西谷 - 西谷口 - 合橋小学校 - 出合 - 但東中学校 - 小谷 - 佐々木
  - 合橋認定こども園・合橋小・但東中の通学用の路線のため、登校日のみ運行。一般利用者は前日の17時までに予約要。
  - 全但バス豊岡営業所に運行委託。

### かつて運行していた路線
宇日日和山線
- 日和山 - 瀬戸 - 田久日 - 宇日
  - 土曜日・日曜日・祝日運休。デマンドタクシー（乗合タクシー）であった。
  - 日本交通本社（城崎）営業所に運行委託していた。

奥山線
- 出石農協前 - 出石福祉ゾーン - 福住小 - 和屋 （- 奥山）
  - 土曜日・日曜日・祝日運休。
  - 和屋 - 奥山間はデマンドバスであった。
  - ランドウェイ本社営業所に運行委託していた。

奥小野線
- 出石福祉ゾーン - 出石農協前 - 出石神社 - 小野小 - 奥小野
  - 土曜日・日曜日・祝日運休。
  - 全区間デマンドバスであった。
  - ランドウェイ本社営業所に運行委託していた。

合橋線
- 出合 - 奥矢根 - 水石 - 畑
  - 火曜日・金曜日のみ運行（祝日の場合は運休）。
  - デマンドタクシー（乗合タクシー）であった。
  - 京都さくら観光豊岡営業所に運行委託していた。

但東清滝線
- 久畑 - 高橋小学校 - 高橋診療所 - 栗尾 - 栗尾清滝
  - 火曜日・金曜日のみ運行（祝日の場合は運休）。
  - デマンドタクシー（乗合タクシー）であった。
  - 京都さくら観光豊岡営業所に運行委託していた。

坂野東里線
- 中山 - 資母診療所 - 坂野 - 高龍寺 - 東里
  - 月曜日・木曜日のみ運行（祝日の場合は運休）。
  - デマンドタクシー（乗合タクシー）であった。
  - 京都さくら観光豊岡営業所に運行委託していた。

奥赤線
- 資母診療所 - 中山 - 坂津 - 主楼谷 - 菅谷 - 大谷 - 奥赤
  - 月曜日・木曜日のみ運行（祝日の場合は運休）。
  - デマンドタクシー（乗合タクシー）であった。
  - 京都さくら観光豊岡営業所に運行委託していた。

## 竹野町町営バス

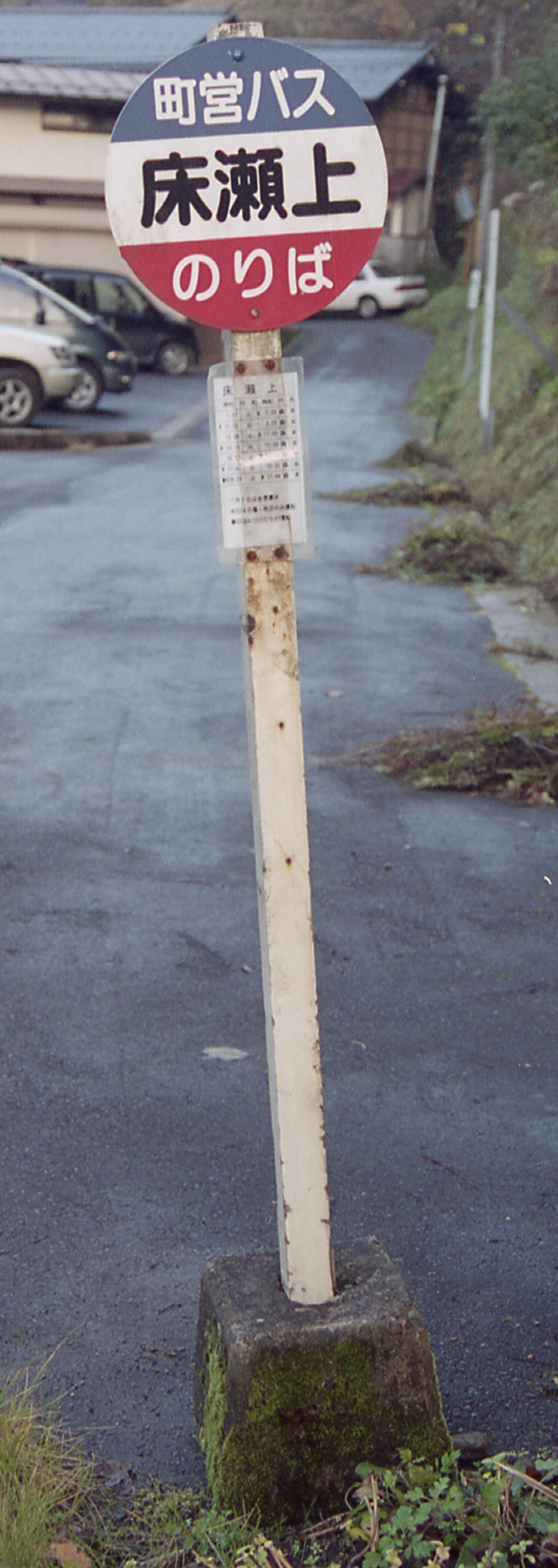
町営バスのバス停

合併前の竹野町が、自家用自動車（白ナンバー車）による有償運送（いわゆる80条バス）として運行していた自治体バスである。豊岡市に合併後も市がそのまま運行していたが、「イナカー」の運行開始とともにその路線に取り込まれている。

### 沿革
- 1973年頃 町営バス運行開始。[2]

### 路線
以下の路線があった。
- 森本 - 福祉センター前 - 御又 - 河内 - 大森 - 三原農協前

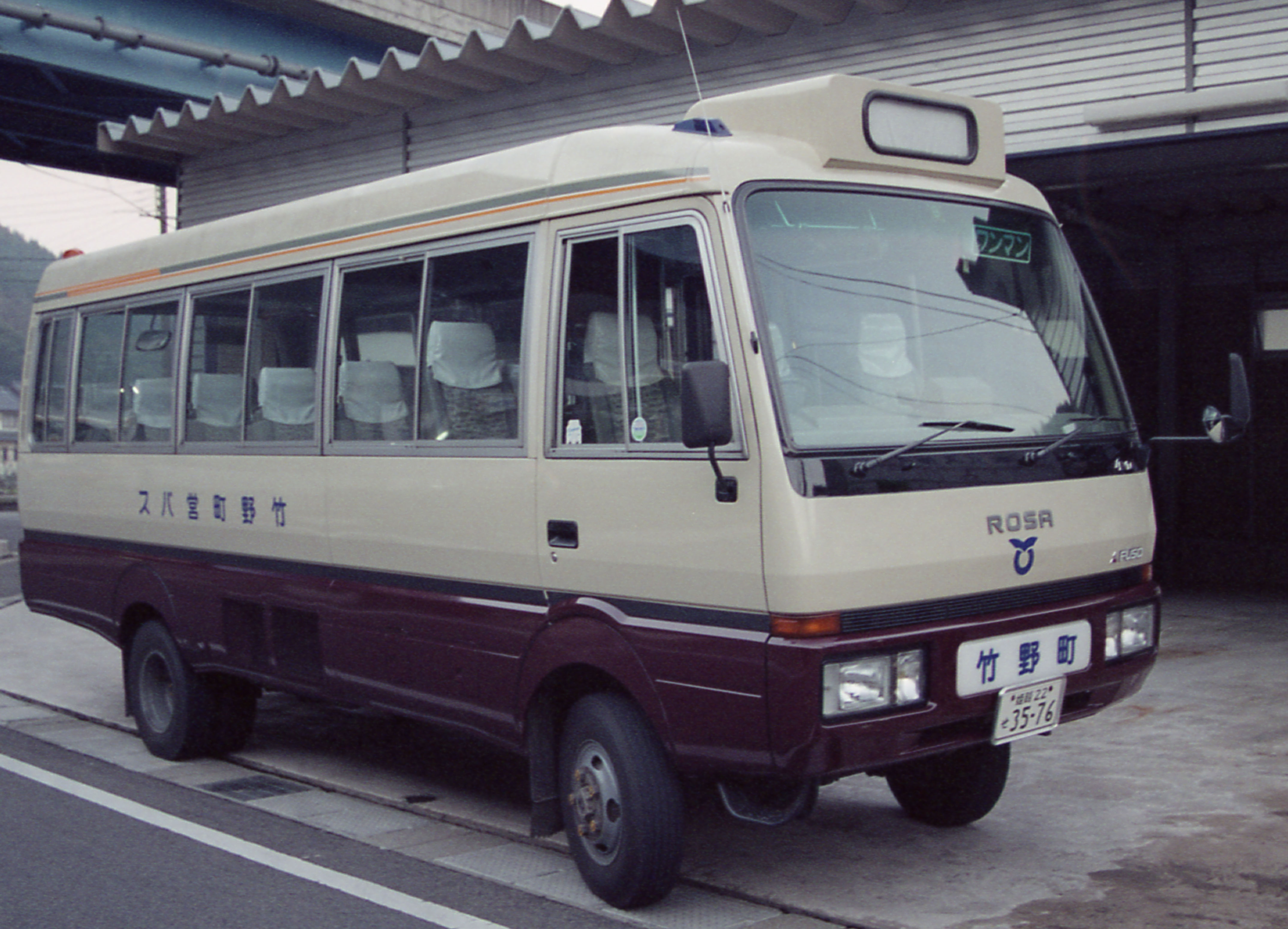
町営バスの車両（2001年当時）

- 森本 - 福祉センター前 - 小城 - 二連原 - 下村 - 中村農協前 - 床瀬上